# Puerto del Aire
Puerto del Aire är en ort i Mexiko.   Den ligger i kommunen Acultzingo och delstaten Veracruz, i den sydöstra delen av landet, 210 km öster om huvudstaden Mexico City. Puerto del Aire ligger 2 372 meter över havet och antalet invånare är 127.
Terrängen runt Puerto del Aire är huvudsakligen kuperad, men österut är den bergig. Runt Puerto del Aire är det ganska glesbefolkat, med 28 invånare per kvadratkilometer. Närmaste större samhälle är Maltrata, 13,9 km nordost om Puerto del Aire. I omgivningarna runt Puerto del Aire växer i huvudsak blandskog.